# ذبحة برنزميتال
ذبحة برنزميتال (بالإنجليزية: Prinzmetal's angina)‏، المعروفة أيضًا باسم ذبحة صدرية مخالفة للمعتاد، هي متلازمة تشمل ذبحة صدرية (ألم قلبي في الصدر) بصورة دورية أثناء الراحة. تحدث ذبحة برنزميتال نتيجة لتشنج وعائي، وهي تضيق الشرايين التاجية بسبب تقلص الأنسجة العضلية الملساء في جدران الأوعية وليس بسبب التصلب العصيدي (تراكم الترسبات الدهنية وتصلب الشرايين).

## عوامل الخطورة
يؤدي تناول بعض الأدوية إلى تحريض نوبة ذبحة برنزميتال. تشمل هذه الأدوية:
- الأدوية الترفيهية (مثل النيكوتين الموجود في التبغ والأشكال الأخرى، والمشروبات الكحولية، والمرجوانا، والكوكايين)؛
- المنشطات المشابهة للكاتيكولامين (مثل الإبينفرين، والدوبامين، والأمفيتامينات المختلفة)؛
- الدواء المحرض على تقلص الرحم، إرغونوفين.
- الأدوية محاكية اللاودي (مثل الأستيل كولين، والميثاكولين)؛
- الأدوية المضادة للشقيقة (مثل أدوية التريبتان المختلفة)،
- أدوية العلاج الكيميائي (مثل 5-فلورويوراسيل، والكابسيتابين).
- يرتبط الاستهلاك المرتفع لمشروبات الطاقة بذبحة برمزميتال.

بالإضافة إلى ذلك، إن فرط التنفس وأي حدث نفسي أو جسدي مرهق (مثل التعرض للبرد) يشتبه في إحداثه لارتفاع كبير في مستويات الكاتيكولامينات في الدم قد يؤدي إلى حدوث ذبحة برنزميتال.

## التشخيص

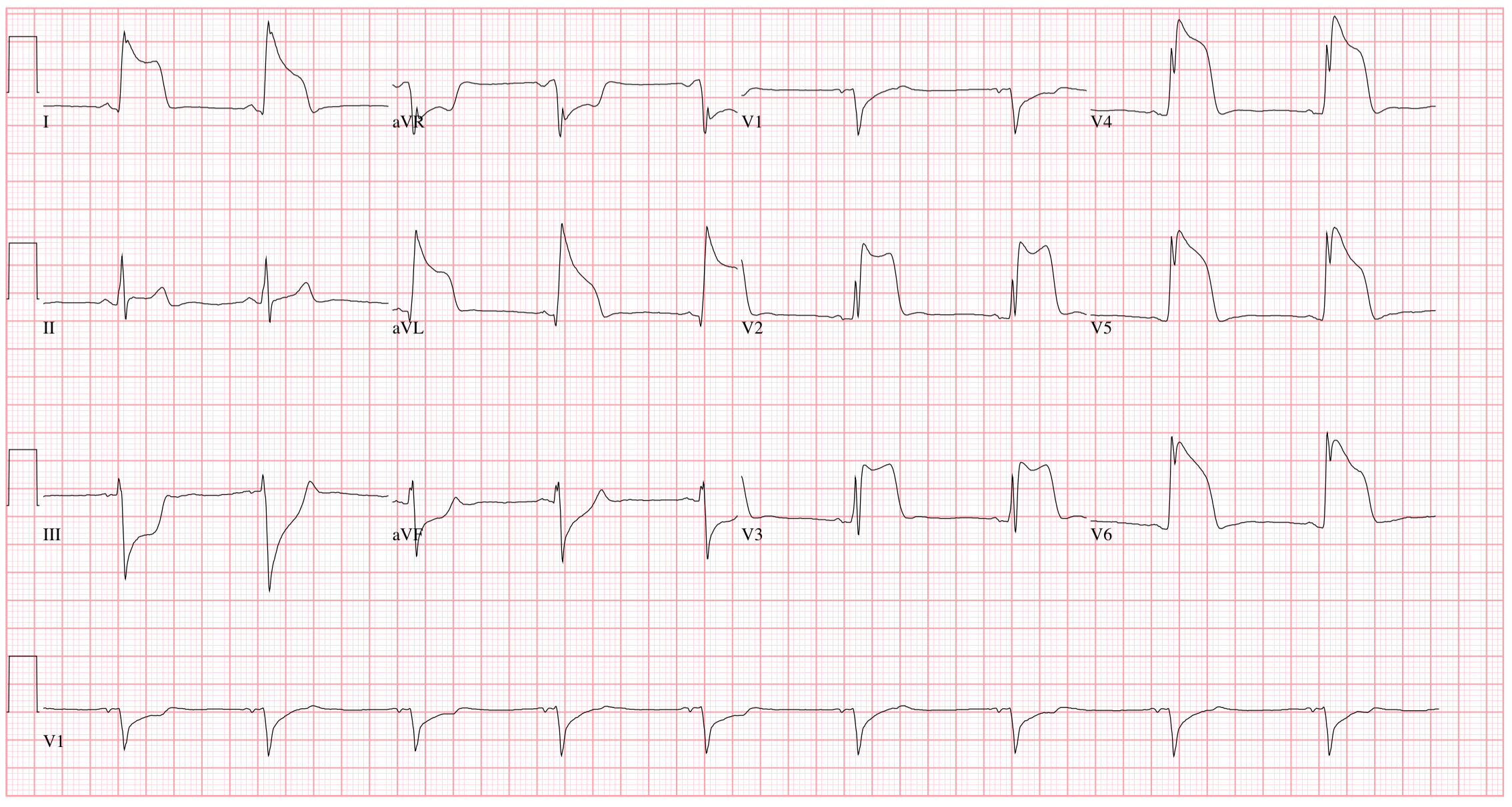
ذبحة برنزميتال

على الرغم من توثيق ذبحة برنزميتال لدى نحو 2 - 10% من مرضى الذبحة الصدرية، إلا أنه أطباء القلبية قد يغفلون عنها أحيانًا إذ يتوقفون عن أجراء المزيد من التقييمات بعد استبعاد الذبحة الصدرية النموذجية. يُعالَج الأشخاص الذين يصابون بألم في القلب بشكل عام تجريبيًا على أنهم «متلازمة الشريان التاجي الحادة (ذبحة صدرية)»، وتُجرَى لهم اختبارات على الفور لمعرفة الارتفاع في مستويات الدم من الإنزيمات مثل كرياتين كيناز أو تروبونين التي تعتبر من علامات الأذية القلبية. يختبرون أيضًا بواسطة مخطط كهربية القلب، والذي قد يشير إلى ذبحة برنزميتال إذا أظهرت ارتفاعات في القطعة ST أو قطعة ST مرتفعة بالإضافة إلى اتساع موجة R أثناء الأعراض التي تُحرَّض بواسطة عامل مُحرِّض (مثل الإرغونوفين أو الأستيل كولين). قد يُظهر مخطط كهربية القلب انخفاضات بدلًا من الارتفاعات في القطعة ST، ولكن في جميع الحالات التي يمكن تشخيصها، يجب تخفيف الأعراض السريرية على الفور وعكس تغييرات مخطط كهربية القلب على الفور عن طريق إعطاء النتروجليسرين ذو التأثير السريع تحت اللسان أو في الوريد. على أي حال، إن المعيار الذهبي لتشخيص ذبحة برنزميتال هو تصوير الشرايين التاجية بواسطة التصوير الوعائي قبل وبعد حقن عامل مُحرِّض مثل الإرغونوفين أو الميثيلرجونوفين أو الأسيتيل كولين من أجل تسريع حدوث نوبة التشنج الوعائي. يُعرَّف الاختبار الإيجابي لهذه العوامل المُحرِّضة بأنه حدوث تضيق في الشرايين بمقدار 90% (بعض الخبراء يحتاجون أقل من ذلك، مثل أن يكون ≥ 70%). عادة ما يكون هذا التضيق عكوسًا بشكل كامل عن طريق النتروجليسرين ذو التأثير السريع.
قد يعاني الأفراد المصابون بذبحة برنزميتال من عدة نوبات غير موثقة من تشنج الشريان التاجي غير المترافق مع أعراض الذي يكون مرتبطًا بضعف تدفق الدم إلى أجزاء من القلب وما يتبع ذلك من اضطرابات نظم القلب غير المنتظمة والخطيرة المحتملة. وفقًا لذلك، يجب تقييم الأشخاص المصابين بذبحة برنزميتال بشكل متقطع لهذا الغرض، وذلك باستخدام مسجل كهربائية القلب المحمول.

## الوقاية
يوصى بالعديد من الطرق لتجنب نوبات ذبحة برنزميتال. يجب على الأفراد المصابين عدم تدخين منتجات التبغ. يقلل الإقلاع عن التدخين بشكل كبير من حدوث نوبات ذبحة برنزميتال التي يبلغ عنها المريض. يجب عليهم أيضًا تجنب أي مُحرِّض معروف لديهم بإثارته لهذه النوبات مثل الشدة العاطفية، وفرط التنفس، والتعرض غير الضروري للبرد، ومجهود الصباح الباكر. يجب عليهم أيضًا تجنب أي من الأدوية الترفيهية والعلاجية المذكورة في قسم العلامات والأعراض وعوامل الخطر أعلاه، وكذلك حاصرات مستقبلات بيتا مثل بروبرانولول التي قد تؤدي نظريًا إلى تفاقم التشنج الوعائي عن طريق تثبيط التأثير الموسع الوعائي لمستقبلات بيتا 2 الأدرينالية المتواسط بمحفزات هذه المستقبلات مثل الإبينفرين. بالإضافة إلى ذلك، يجب استخدام الأسبرين بحذر وبجرعات منخفضة لأن الجرعات العالية منه تثبط إنتاج موسع الأوعية الطبيعي، البروستاسيكلين.

## علامات وأعراض
تحدث الأعراض عادةً عند الراحة، أكثر من عند بذل المجهود الجسدي (من هنا عادة ما تحدث النوبات في الليل). ثلثي المرضى لديهم تصلب شرايين لأحد الشرايين التاجية الرئيسية، ولكن غالبًا ما يكون التصلب خفيفًا أو لا يتناسب مع شدّة الأعراض.
يجب على طبيب القلب الاشتباه بذبحة برينزميتال عند حدوث الألم عند الراحة و/أو في مجموعات، وفي غياب اختبار القلب بالمجهود، حيث أن ذبحة برينزميتال تتحمّل ممارسة الرياضة ويمكن تشخيصها فقط بعد نفي وجود أنماط أخرى من أمراض القلب.

## آلية
الآلية التي تؤدي إلى هذا التشنج الحاد، مما يؤدي لتضيّق شديد في الشرايين التاجية هي غير معروفة حتى الآن. ولكن هناك 3 نظريات حول ذلك:
- تعزيز انقباض العضلات الملساء الوعائية التاجية نتيجة لانخفاض التوافر البيولوجي لأكسيد النتريك الناتج عن خلل في إنزيم حمض النتريك سينثاز البطاني الذي يؤدي إلى عيوب بطانية وظيفية.[4][5]

## علاج
عادة ما تستجيب ذبحة برنزميتال للعلاج بالنترات أو محصرات قنوات الكالسيوم.
أما استخدام حاصرات بيتا مثل بروبرانولول فهو ممنوع عند علاج ذبحة برنزميتال.